# HuCard
 (avril 2024).
Si vous disposez d'ouvrages ou d'articles de référence ou si vous connaissez des sites web de qualité traitant du thème abordé ici, merci de compléter l'article en donnant les références utiles à sa vérifiabilité et en les liant à la section « Notes et références ».

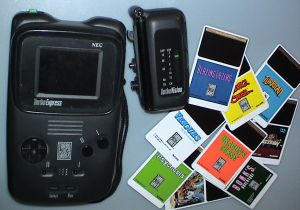
La console portable TurboExpress avec le module TV Tuner découplé ... et quelques exemplaires de jeux TurboChips

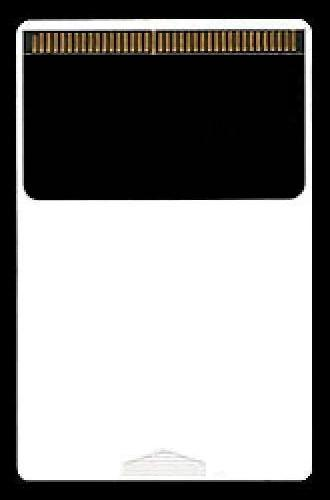
Une HuCard non-imprimée, probablement encore vierge

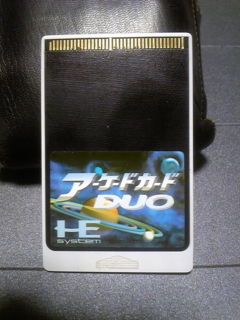
Arcade Card Duo : contient de la RAM, ainsi que la dernière évolution de l'OS permettant de faire tourner les jeux CD au format Arcade CDROM²

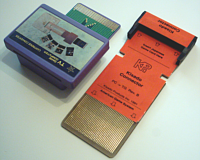
Linkers HuCard non-officiels

HuCard est un format de carte mémoire développé par Hudson Soft à la fin des années 1980 et utilisé comme support pour les jeux vidéo des consoles de la gamme PC-Engine de NEC Corporation. Le circuit intégré miniaturisé permet des dimensions (très proches d'une carte de crédit) nettement plus compactes que les formats de cartouches utilisés chez les marques concurrentes à la même époque, ce qui fut mis en avant comme argument marketing.
Avec une face seulement protégée par un film plastique (noir), le circuit dispose de 38 connecteurs. Il s'agit typiquement d'une ROM à la capacité de stockage variable et contenant le code d'un jeu, mais il peut aussi contenir de la mémoire réinscriptible pour la sauvegarde des parties, ou même de la RAM pour faire évoluer les capacités techniques des consoles.
La commercialisation des HuCards débuta en 1987 au Japon avec les jeux destinés au premier modèle PC-Engine. Afin d'assurer la rétro-compatibilité, il fut conservé sur tous les modèles qui suivirent : CoreGrafX, Shuttle, GT, LT, SuperGrafX, Duo... jusqu'en 1999 avec le dernier jeu officiellement édité, soit cinq ans après la sortie de la dernière console de la gamme. Par ailleurs, la HuCard fut spécifiquement zonée (inversion de connecteurs) pour le marché nord-américain et rebaptisée TurboChip en référence à TurboGrafx-16, nom donné à la déclinaison américaine de la PC-Engine.

## Évolution
La console SuperGrafX, en plus d'accepter les HuCards habituelles, accepte aussi les jeux exclusifs au format Super HuCard. Ces cartes peuvent être insérées dans les autres modèles de la gamme, mais les jeux ne démarreront pas ! Cette évolution fut un échec commercial et cinq titres seulement furent édités avant son abandon par la marque et les éditeurs de jeux.
Pour être utilisée, la face visible avec le titre se glisse dans le port HuCard de la console en forçant légèrement jusqu'en butée, avant d'actionner le bouton d'allumage qui verrouille simultanément la carte. Une pochette en plastique souple et transparent (sleeve) permet de protéger la carte lorsqu'elle est rangée dans sa boîte.
Les BeeCards sont très similaires aux HuCards. Il s'agit d'un format précurseur également développé par Hudson Soft, mais pour les ordinateurs au standard MSX. Celles-ci sont toutefois un peu plus fines et ne possèdent que 32 connecteurs.
Le format concurrent Sega Card (aussi appelé My Card) ressemble en apparence beaucoup au HuCard. Celui-ci fut utilisé sur les premiers modèles de consoles de salon fabriqués par Sega, mais le circuit utilisant une double rangée de 35 connecteurs a une capacité de stockage inférieure.
Depuis les années 2000, des périphériques non-officiels au format HuCard (linkers) ont fait leur apparition. Ceux-ci rendent désormais possible le développement de nouveaux logiciels, de même que la copie (dump) des ROMs des jeux officiels.